# Сан Джовани Лупатото
Сан Джова̀ни Лупато̀то (на италиански: San Giovanni Lupatoto; на венециански: San Gioan Lupatoto, Сан Джоан Лупатото) е град и община в Северна Италия, провинция Верона, регион Венето. Разположен е на 42 m надморска височина. Населението на общината е 25 066 души (към 2015 г.).